# Schamil (Verwaltungsbezirk)
Schamil (persisch بخش شمیل) ist ein iranisches Bachsch im Schahrestan Bander Abbas in der Provinz Hormozgan. Seine Hauptstadt ist das Dorf Schamil, dessen Bevölkerung bei der Volkszählung im Jahre 2016 1.455 Einwohner in 436 Haushalten betrug.
| Administrative Aufteilung |
| ------------------------- |
| Landkreis Hasan Langi     |
| Landkreis Schamil         |